# Edit B. Thomas
Edit Baja Thomas (* 10. März 1923 in Werschetz; † 3. März 1988 in Budapest, Ungarn) war eine ungarische Provinzialrömische Archäologin.

## Leben
Der Vater von Edit, Antal Thomas, arbeitete als Architekt für die Ungarischen Staatsbahnen. Ihre Mutter hieß Gizella Szalay. Im Jahr 1941 schloss sie ihren Schulbesuch am Gymnasium der Schwestern vom Göttlichen Erlöser St. Margit in Budapest ab und schrieb sich an der damaligen Péter-Pázmány-Universität ein. Sie studierte neben Klassischer, Provinzialrömischer und Christlicher Archäologie auch Kunstgeschichte. Nach dem Studium absolvierte sie ein Praxisjahr am Museum der Schönen Künste in Budapest und legte 1948 ihre Doktorarbeit zur römischen Villenarchitektur in Pannonien vor. Im gleichen Jahr begann sie ein unentgeltliches Praktikum am Institut für Klassische Archäologie der Péter-Pázmány-Universität und erhielt anschließend eine Anstellung als Wissenschaftliche Mitarbeiterin. 
Mit der Machtergreifung der Kommunistischen Partei im Jahr 1949 wurde auch der Kulturbetrieb in Ungarn ab 1950 nach stalinistischem Muster vollständig umgebaut. Thomas fand eine neue Anstellung am Ungarischen Nationalmuseum. Dort blieb sie bis zum Eintritt in den Ruhestand. Im Januar 1952 wurde sie zur Leiterin der Dokumentationsabteilung des Museumsarchivs ernannt und von 1955 bis 1956 arbeitete sie als Wissenschaftliche Sekretärin. Im Anschluss betreute sie von 1957 bis 1958 die archäologische Bibliothek des Hauses. Diese beiden Jahre bezeichnete Thomas später als die für ihre eigenen Forschungen produktivste Zeit. Im Jahr 1959 wurde sie Kustos der archäologischen Abteilung für die Römerzeit und seit dem 1. Januar 1969 arbeitete sie als Direktor der Restaurierungsabteilung des Nationalmuseums. Im Jahr 1979 ging Thomas in den Ruhestand und verstarb nach mehreren erfolglosen Operationen 1988.
Zu den Spezialgebieten von Thomas gehörte die Erforschung der Römerstadt Aquincum, Villengrabungen in Annonen, Untersuchungen am Limes Pannonicus sowie römische Militaria. Sie leitete auch verschiedene Ausgrabungen wie 1963 am Kastell Matrica bei Százhalombatta-Dunafüred.
Thomas heiratete im September 1943 in Budapest den 1944 gefallenen Oberleutnant Ferenc Emil Jankovich (* 1920). Die beiden hatten eine Tochter. Nach dem Zweiten Weltkrieg heiratete sie in zweiter Ehe József Baja (1908–1990).

## Schriften (Auswahl)
- mit László Vértes: Archäologische Funde in Ungarn. Corvina Kiadó, Budapest 1956
- Baláca. Mozaik, Freskó, Stukkó. Akademiai Nyomda, Budapest, 1964
- Römische Villen in Pannonien (= Beiträge zur pannonischen Siedlungsgeschichte), Akadémiai Kiadó, Budapest 1964.
- Pannoniarol. Über Pannonien. Tihany, 1970
- King David leaping and dancing. A Jewish marble from the Roman imperial period. Akadémiai Kiadó, Budapest, 1970.
- Helme, Schilde, Dolche. Studien über römisch-pannonische Waffenfunde, Hakkert, Amsterdam 1971.